# Яблонова
Яблонова (рос. Яблоновая) — станція Читинського регіону Забайкальської залізниці Росії, розташована на дільниці Заудинський — Каримська між станціями Тургутуй (відстань — 13 км) і Кука (14 км). Відстань до ст. Заудинський — 470 км, до ст. Каримська — 175 км.